# Takatsuki

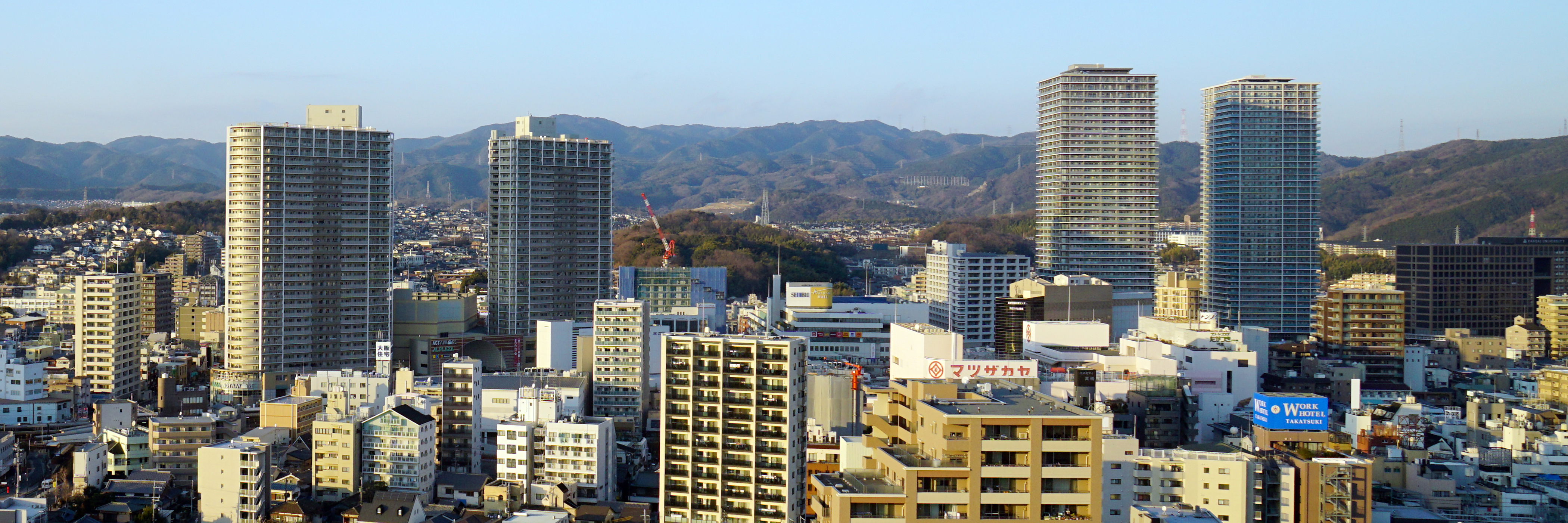
Takatsuki

Takatsuki (高槻市 Takatsuki-shi?) este un municipiu din Japonia, prefectura Osaka.